# Карапетян, Мария Эдвардовна
Мария Эдвардовна Карапетян (арм. Մարիա Էդվարդի Կարապետյան; род. 20 февраля 1988, Кировакан, Армянская ССР, СССР) — армянский государственный деятель, депутат Национального собрания Армении VII и VIII созывов (2019—н. в.).

## Биография
Родилась 20 февраля 1988 года в городе Ванадзоре, Армянская ССР, СССР.
В 2008 году окончила Ереванский государственный лингвистический университет, факультет лингвистики и межкультурной коммуникации, специальность — «лингвист-страновед». В 2010 году окончила магистратуру там же, став магистром европоведения. В 2015 году обучалась по магистерской программе «Исследования мира: международное сотрудничество, права человека и политика Европейского Союза» в Третьем римском университете.
В 2008—2013 годах преподавала в Ереванском филиале организации Quality Schools International. В 2011—2018 годах работала директором по развитию и координатором программ по созданию региональных специализированных сетей в Центре по трансформации конфликтов «Imagine» в Тбилиси. В 2015—2018 годах была одним из редактором международного издания «Кавказский выпуск: журнал по трансформации конфликтов». В 2017—2021 годах входила в Руководящий совет ассоциации «Рондине — Цитадель мира» (итал. Rondine Cittadella della Pace) в Италии.
9 декабря 2018 года была избрана депутатом Национального собрания Республики Армения (НС РА) VII созыва по общегосударственному избирательному списку от блока партий «Мой шаг», 14 января 2019 года вступила в свои полномочия. Входила в постоянную комиссии НС РА по защите прав человека и общественным вопросам. В июле 2021 года полномочия депутатом VII созыва истекли.
20 июня 2021 года избрана депутатом НС РА VIII созыва по общегосударственному избирательному списку партии «Гражданский договор», 1 августа вступила в свои полномочия. Вошла в постоянную комиссии НС РА по внешним связям.
Не замужем.